# Близу таме
Близу таме (енгл. Near Dark) је амерички вестерн хорор филм из 1987. редитељке Кетрин Бигелоу, са Адријаном Пасдаром, Џени Рајт, Ленсом Хенриксеном, Билом Пакстоном и Џенет Голдстин у главним улогама. Радња прати младића по имену Кејлеб, који у средњезападном америчком граду постаје део породице вампира.
Упркос комерцијалном неуспеху, филм је добио веома позитивне критике и временом стекао култни статус. Уз Ноћ страве и Изгубљене дечаке сматра се најбољим филмом о вампирима из периода 1980-их. Критичари су посебно похвалили мешавину вестерна са филмовима о вампирима. На сајту Rotten Tomatoes филм је оцењен са високих 88%. Био је номинован за 6 Награда Сатурн и то у категоријама: најбољи хорор филм, најбољи споредни глумац (Пакстон), најбоља споредна глумица (Голдстин), најбољи млади глумац/глумица (Милер), најбоља режија (Бигелоу) и најбоље ДВД издање, али ипак није освојио ниједну.
Године 2006. продукцијска кућа Platinum Dunes најавила је римејк филма са Мајлом Вентимилијом, Софијом Буш и Хедер Лангенкамп у главним улогама, док би Пакстон преузео Хенриксенову улогу из оригинала. Две године касније, продуцент Platinum Dunes-а, Бредли Фулер, објавио је да је римејк отказан због превелике сличности са филмом Сумрак који су снимили те године.

## Радња
Једне вечери, Кејлеб Колтон, младић из малог града на Средњем западу, упознаје атрактивну девојку по имену Меј. Њих двоје проводе целу ноћ заједно и непосредно пре свитања она га уједа за врат и побегне. Кејлеб примећује да му се стварају опекотине од сунчеве светлости и док он покушава да пронађе Меј како би му објаснила шта му се дешава, његов отац покушава да га трансфузијом крви излечи од вампиризма.

## Улоге
| Глумац           | Улога              |
| ---------------- | ------------------ |
| Адријан Пасдар   | Кејлеб Колтон      |
| Џени Рајт        | Меј                |
| Ленс Хенриксен   | Џеси Хукер         |
| Бил Пакстон      | Северен            |
| Џенет Голдстин   | Дајмондбек         |
| Џошуа Џон Милер  | Хомер              |
| Морис Лидс       | Сара Колтон        |
| Тим Томерсон     | Лој Колтон         |
| Трој Еванс       | полицајац          |
| Роџер Арон Браун | возач камиона      |
| Џејмс Легрос     | каубој             |
| Били Бек         | власник мотела     |
| С. А. Грифин     | полицајац у мотелу |
| Нит Хантер       | девојка у камиону  |
| Тереза Рендл     | девојка у камиону  |